# Emilio Disi
Emilio Disi właściwie Emilio Roberto Parada (ur. 2 stycznia 1943 w Buenos Aires, zm. 14 marca 2018 tamże) – argentyński aktor filmowy i telewizyjny. Początek kariery aktorskiej miał miejsce w 1968 roku, w 2002 roku pojawił się w filmie Daniela Burmana Todas las azafatas van al cielo. Disi pojawiał się także w wielu serialach telewizyjnych. Jego ostatni występ w filmie miał miejsce w 2004 roku w Los de la esquina.

## Filmografia
- 1968: Somos los mejores jako Nene
- 1968: Humo de Marihuana jako Loco Melena
- 1969: Fuiste mía un verano
- 1971: El Tobogán (TV) jako Héctor
- 1974: Los Golpes bajos
- 1977: La Aventura explosiva
- 1980: Los Hijos de López
- 1984: Los Reyes del sablazo
- 1985: El Telo y la tele
- 1985: Na tropie zła (La Búsqueda) jako Hermano del jefe
- 1986: Brigada explosiva jako Emilio
- 1986: Brigada explosiva contra los ninjas jako Emilio
- 1987: Los Bañeros más locos del mundo
- 1987: Los Matamonstruos en la mansion del terror
- 1988: Las Locuras del extraterrestre
- 1988: Los Pilotos más locos del mundo
- 1989: Bañeros II, la playa loca
- 1989: Los Extermineitors
- 1990: Extermineitors II: La venganza del dragón
- 2002: Wszystkie stewardessy idą do nieba (Todas las azafatas van al cielo) jako Sygnalista
- 2002: 099 Central (TV) jako Fausto
- 2004: Los de la esquina (TV)
- 2005: Casados con hijos (TV) jako sąsiad
- 2006: Bañeros III, todopoderosos
- 2008: Brigada explosiva: Misión pirata jako święty Mikołaj
- 2011: Querida voy a comprar cigarrillos y vuelvo jako dorosły Ernesto
- 2011: Los Únicos (TV) jako Américo
- 2012: La Pelea de mi vida jako Rolo
- 2014: Muerte en Buenos Aires jako Juez Morales
- 2014: Fermín glorias del tango jako Ciempies
- 2015: Locos sueltos en el zoo